# Γ-Glutamyltransferasen
γ-Glutamyltransferasen (γ-GT sprich: ‚Gamma-GT‘, GGT, auch γ-Glutamyltranspeptidasen, γ-GTP oder GGTP) sind eine Gruppe von Enzymen in vielen Körperzellen von Säugetieren, Pilzen und Bakterien. Sie sind Teil der Abwehr gegen reaktive Sauerstoffspezies. Sie katalysieren in einem Schritt die Übertragung der γ-Glutamylgruppe von Glutathion auf verschiedene Aminosäuren oder Peptide und spielen damit eine essenzielle Rolle im Glutathion- und Redoxstoffwechsel.

## Biochemische Funktion
GGT überträgt den Glutamylrest von Glutathion auf Peptide oder Wasser. Dadurch wird gleichzeitig der Abbau von Glutathion (GSH) eingeleitet. Dieser Abbau ist die einzige Möglichkeit, das in GSH enthaltene Cystein effektiv und ohne Verlust in die Zelle zu schleusen, da es keinen GSH-Membrantransporter gibt. Innerhalb der Zelle wird GSH wieder aufgebaut.
Der zweite Reaktionsweg, von dem die von GGT katalysierte Reaktion ein Teil ist, ist die Ausschleusung von Fremdstoffen, die in der Zelle von GSH (an der Thiolgruppe) gebunden wurden. Hier erhöht die Entfernung des Glutamats vom GSH-Teil die Transportierbarkeit des Addukts, so dass es ausgeschleust werden kann.

## Bedeutung in der Medizin
GGT dient als Biomarker, der im Zusammenhang mit anderen Werten auf eine Lebererkrankung hinweist.
Erhöhte GGT-Werte treten bei Gallengangatresie und Bakteriämie auf.
Erhöhte GGT-Werte korrelieren mit einem erhöhten Risiko für späteren Typ-2-Diabetes und für Herz-Kreislauf-Erkrankungen, sowie mit erhöhter Homocystein-Konzentration.
Mutationen an GGT können die (seltene) Glutathionurie verursachen.

## Vorkommen im Menschen
Im Menschen sind mindestens dreizehn Gene bekannt, die für eine GGT codieren, von denen mindestens sechs aktiv sind, mit jeweils mehreren Isoformen.
Mehrere Isoformen der GGT sind im Menschen inaktiv. Eine Isoform von GGT7 bindet an FAM57A. GGT5 wandelt Leukotrien C4 nach Leukotrien D4 um und zeigt geänderte Substrataffinität. GGT3 wird in manchen Epilepsiepatienten gefunden.
| Gen-Name | UniProt | Größe UE1+UE2=gesamt | Isoformen | OMIM   | Anmerkungen                                                                                               |
| -------- | ------- | -------------------- | --------- | ------ | --- |
| GGT1     | P19440  | 380 + 189 = 569      | 3         | 612346 | In Nieren, Leber, Pankreas, Magen, Darm, Plazenta, Lunge. Isoform 3 inaktiv. Bei Mutation Glutathionurie. |
| GGT2     | P36268  | 380 + 189 = 569      | 2         | 137181 | In fetaler/adulter Niere und Leber.                                                                       |
| GGT3P    | A6NGU5  | 380 + 188 = 568      | 1         | -      | Möglicherweise inaktiv.                                                                                   |
| GGT5     | P36269  | 387 + 998 = 586      | 2         | 137168 | Reagiert möglicherweise nicht mit GSH, sondern mit GSH-Konjugat. Katalysiert Leukotrien C4 = D4.          |
| GGT6     | Q6P531  | ? +? = 493           | 2         | 612341 | Substrat ist GSH-Konjugat.                                                                                |
| GGT7     | Q9UJ14  | 472 + 190 = 662      | 4         | 612342 | Ubiquitär in geringer Menge, außer in Epithelzellen der Atemwege. Substrat ist GSH-Konjugat.              |

## Labordiagnostik

### Leberdiagnostik
In der Labordiagnostik wird die Aktivität der GGT aus dem Plasma oder dem Serum bestimmt, um abzuklären, ob eine Leber- oder Gallenwegserkrankung vorliegt. Der Referenzbereich für Messungen bei 37 °C (GGT37) nach IFCC liegt bei unter 42 U/l für Frauen und unter 60 U/l für Männer.
Der Laborwert GGT, welcher im Blut gemessen wird, entspricht der enzymatischen GGT-Gesamtaktivität, wobei man annimmt, dass messbare Erhöhungen ausschließlich durch Zerstörung von Leberzellen entstehen, da es sich um ein Enzym handelt, das normalerweise fest an die Zellmembran gebunden ist.
Erhöhte GGT-Werte können allerdings viele Ursachen haben und müssen im Zusammenhang mit anderen Laborwerten wie Alkalische Phosphatase, ALT/GPT, AST/GOT oder Bilirubin interpretiert werden. Leichte Erhöhungen können durch die Einnahme von gewissen Medikamenten oder durch chronischen Alkoholkonsum auftreten. Stärkere Erhöhungen findet man bei chronischer Hepatitis, Leberzirrhose, Lebermetastasen oder Schädigungen der Leber durch Gifte, Medikamente, Alkoholkonsum oder Erbkrankheiten wie Myotone Dystrophie Typ 2 (DM2, PROMM). Die höchsten GGT-Werte beobachtet man bei Erkrankungen der Gallenkanäle (Cholestase, Cholangitis), bei akuter Hepatitis sowie bei toxischen Leberschädigungen.
Als Marker für einen chronischen Alkoholkonsum ist GGT bei einer Sensitivität von 58 % nur begrenzt gut geeignet, eine deutliche Verbesserung lässt sich durch Verrechnung mit dem Laborwert CDT im Rahmen des Anttila-Index erreichen.

### Nierendiagnostik
In der menschlichen Niere kommt die GGT in höchster Konzentration im proximalen Tubulus vor. Sie ist dort auf der Membranoberfläche der Mikrovilli (Bürstensaum) der Epithelien, also lumenwärts gerichtet, lokalisiert. Die GGT kommt hier im Verbund eines sog. Multienzymkomplexes vor, dem u. a. auch eine Alanin-Aminopeptidase und Alkalische Phosphatase angehören. Der Multienzymkomplex besteht aus ca. 5 bis 10 nm großen gestielten „Kugeln“ (engl. knobs), die schon bei frühen Schädlichkeiten der Niere (Ischaemie, Nephrotoxine, Entzündungen oder Nierentransplantatabstoßung) von der Membran desintegrieren (shedding) und in erhöhter Konzentration im Harn der Kranken erscheinen (Gewebsproteinurie, Histurie). Die nierentypische GGT, ein Glycoprotein mit einer Lektin-Affinität gegenüber ConA und wheat-germ-Agglutinin, lässt sich aus dem Harn von Patienten mit Nierenerkrankungen z. B. durch immunspezifische Affinitätschromatographie isolieren. Die GGT ist ein wichtiger Differenzierungsmarker tubulärer Nierenzellen, wobei die GGT-Biosynthese je nach Nierenfunktion angepasst wird: so exprimieren hypertrophierte (und hypermetabolische) Nephrone bei chronischer Niereninsuffizienz vermehrt membrangebundene GGT.
Nierenadeno-Karzinom: die membrangebundene GGT ist – ungeachtet der Tumordifferenzierung – ein konstanter Membranmarker klarzelliger Nierenadeno-Karzinome. Ein monoklonaler Antikörper gegen eine Tumor-assoziierte GGT, inzwischen auch rekombinant verfügbar, wurde für immunszintigrafische Zwecke und immunhistologische Diagnostik von Metastasen eingesetzt.